# 埃内斯托·鲁道尔夫·欣策·里贝罗
埃内斯托·鲁道尔夫·欣策·里贝罗（葡萄牙語：Ernesto Rodolfo Hintze Ribeiro）是葡萄牙政治家，是来自亚速尔群岛的贵族，在国王卡洛斯一世统治期间担任过三次葡萄牙首相。
欣策·里贝罗作为重建自由党成员，在林业、制药和岛国葡萄牙自治方面的改革是这些领域今天政策的基础。

## 政治生涯
他是一位杰出的国会议员和贵族，曾任司法部长、工务部长、财政部长和外交部长，也是重建自由党无可争议的领袖，三次担任部长会议主席（首相）。
他是葡萄牙君主立宪制后期中占统治地位的政治家之一，担任首相的时间比他那个时代的任何人都要长。他负责一些重要的改革，其中一些至今仍有效。例如1895年颁布的亚述尔群岛和马德拉群岛的岛屿自治法、制药法和1901年颁布的《森林法》。
1891年，他被任命为国务委员，获得了许多勋章，其中包括高塔骑士团的大十字勋章和宝剑勋章。他也是葡萄牙皇家科学院的院士。
蓬塔德尔加达的一条街道以他的名字命名。